# Ritiudu
Ritiudu (Ritudo, Riti udu) ist eine osttimoresische Aldeia im Suco Ritabou (Verwaltungsamt Maliana, Gemeinde Bobonaro). 2015 lebten in der Aldeia 75 Menschen.

## Geographie
Ritiudu liegt im Zentrum des Sucos Ritabou, am Ostufer des Bulobo (Buloho), einem Nebenfluss des Nunuras. Südlich liegt die Aldeia Dai Tete und westlich die Aldeias Ritabou und Timatan. Im Norden grenzt Ritiudu an den Suco Manapa. Die Nordgrenze bildet zum Teil der Biusosso, ein Nebenfluss des Bulobo.
Im Zentrum liegt die Siedlung Lugulali, im Westen der Ort Ritiudu. Hier befinden sich der Bischöfliche Diözesanpalast (Paço Epicópal Diocesal), die Kammer der Diözese (Camara Diocese) und das Colégio de Sagres sowie für jedes Geschlecht ein Studentenwohnheim.

## Politik
2023 wurde Luis Leto Bere zum Chefe de Aldeia gewählt.